# Alvilág
Az alvilág az ókori népeknél a halottak természetfeletti világa a különféle vallási hagyományokban és mítoszokban, amely az élők világa alatt helyezkedik el. Nézeteikben ide kerül az emberek lelke a halál után. Nem feltétlenül a pokol szó szinonimája. 
Az alvilág fogalma szinte minden civilizációban megtalálható, és olyan régi, mint maga az emberiség. Az alvilági mítoszok közös vonásai az olyan emberekről szóló beszámolók, amelyek gyakran valamilyen hősies célból utaznak az alvilágba.
Manapság képletesen a bűnözők világát is szokás alvilágnak hívni.

## Mezopotámiában
A sumérek szerint az alvilág istene Nergal volt, aki egy nagyon rosszindulatú isten.
Eredetileg napisten volt, de nem tisztelt senkit sem, viszályt és káoszt okozott, majd föllázadt a többi isten ellen. Ezért megvonták tőle a rangját és letaszították az alvilágba. Bosszúból minden 200 évben egyszer feljött a Föld felszínére és 100 embert levitt a föld mélyére, akik 100 év szenvedés után szörnyű kínhalállal pusztultak.

## Az egyiptomiaknál

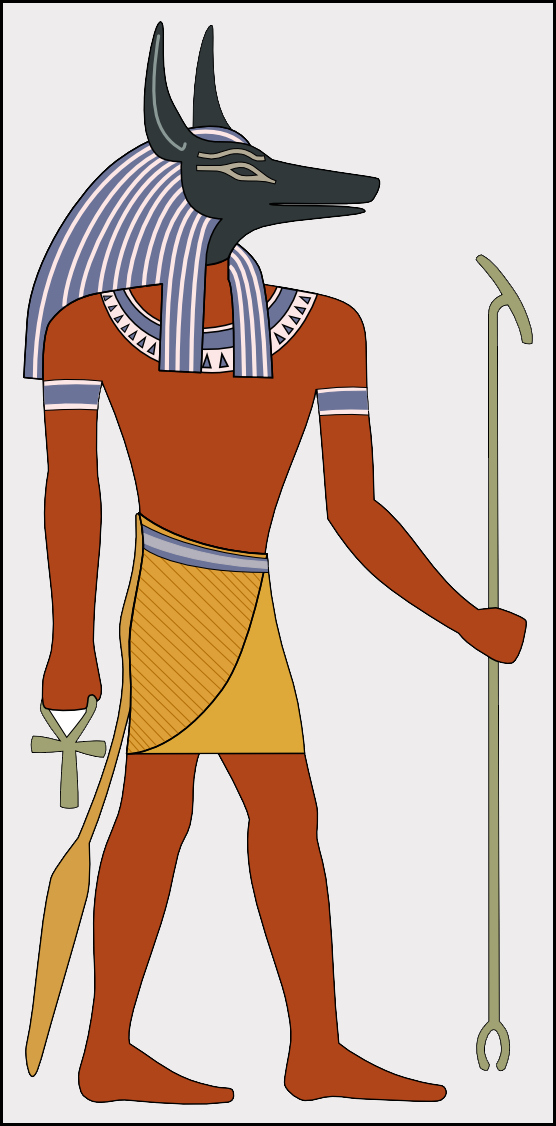
A sakálfejű Anubisz

Az egyiptomiaknál az a hely volt, ahol Ozirisz és Ízisz az árnyak fölött törvényt mondanak. A görögökhöz hasonlóan, az alvilág itt is a halottak országát jelentette. Az ókori egyiptomiak hite szerint az elhunyt lelkének a halál után útra kell indulnia a Duat kísérteties birodalmába. A Duat egyszerre jelenti a csillagok között található, ragyogó másvilágot és a sötét, démonok és szörnyek által benépesített alvilágot, amelyen szűk, csapdákkal teli ösvény húzódik keresztül. Ezen az ösvényen Anubisz, a halál istene vezette végig a halottak lelkét. Anubisz Ozirisz családjához tartozott. Ábrázolása sakálfejű ember, vagy fekvő sakál. Az egyiptomi istenvilág sokszor szereplő tagjai közé sorolható. A római időkben már ő az alvilág kapujának őre. Neve kötődött még a balzsamozáshoz és szájmegnyitás rítusához is. Anubisz a halottakat Ozirisz elé vezette. Ekkor a halottak egy hatalmas mérleg előtt találták magukat, amely mellett Anubisz és a sólyomfejű Hórusz állt, Ozirisz fia. A mérleg egyik serpenyőjében kis urnához hasonló tárgy volt, ez a halott szívét jelképezte. Az egyiptomiak úgy gondolták,” itt lakik az értelem, az ember gondolatainak és cselekedeteinek irányítója”. A másik serpenyőbe Maat tollát tették, ami itt az igazságot jelenítette meg. A találkozáskor ítélet született, amely az igaz, tiszta lélek számára az örök életet hozta el. Aki elbukott a vizsgán, azt a végleges megsemmisülésbe taszították. Tehát ha a mérleg serpenyője, a szív és a toll egyensúlyban áll, akkor a lélek bebocsáttatást nyert Ozirisz halhatatlan birodalmába.

## Az ókori görögöknél

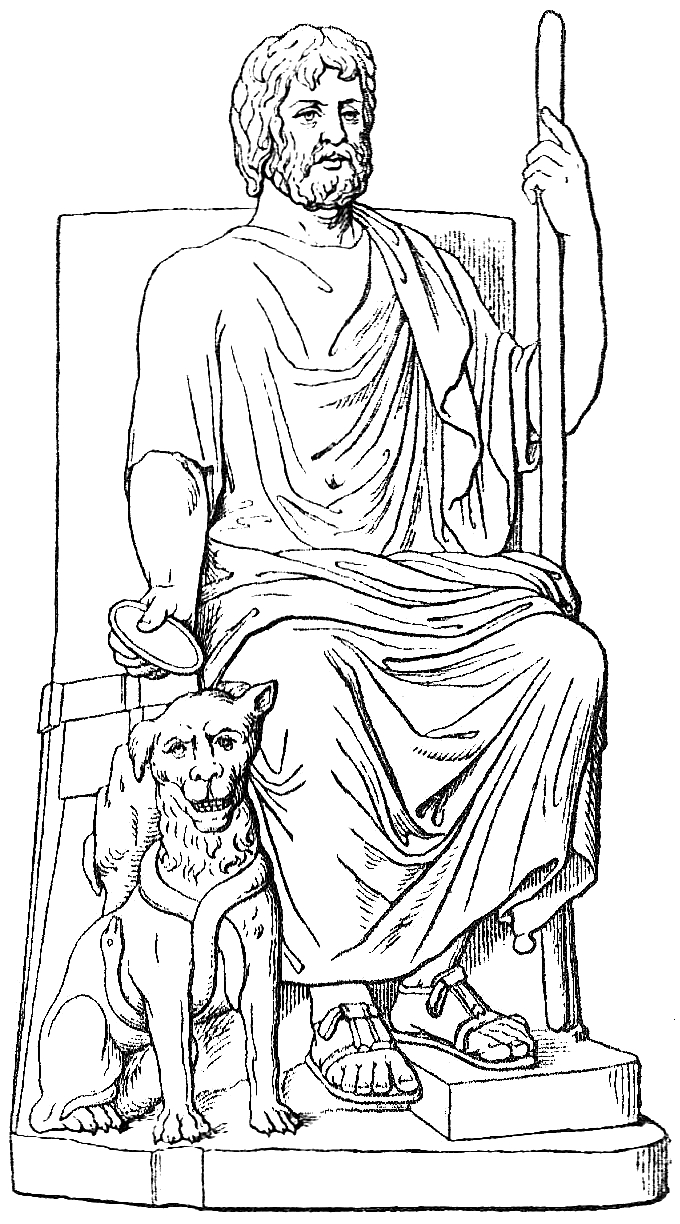
Hadész egy rajzon

Homérosz korában még nagyon homályos a fogalom. Mindössze annyit tudunk róla, hogy sötét hely a Földnek belsejében. Művében Odüsszeusz felkereste, amelyről az Odüsszeia ír.
A görög mitológiában Hadész volt az alvilág ura, a halottak istene. Az alvilágban a halottak lelkei fölött ő uralkodott, de nem okozta az emberek halálát, nem vitte el a lelküket, és nem felelt meg a keresztény sátánnak sem. Nem volt bukott angyal, sem gonosz, és nem csábította a halandókat a bűnbe. Ennek megfelelően Hadész azonos nevű birodalma nem felelt meg a pokolnak.
A görög és római mítoszi felfogás szerint az alvilágot körülfolyta a Sztüx, vagy más néven az Akherón folyó, melyen Kharón evezős szállította át a Hermész isten kíséretében jövő árnyakat. Az alvilág kapujánál Kerberosz kutya állt őrt, aki mellett elhaladva, Minósz ítélőszéke elé jutottak. Ő eldöntötte, hogy jobbra az Élüszion síkjára, vagy balra a Tartaroszba (későbbi felfogás szerint a bűnösök lakóhelyére) kerüljenek-e a halottak. 
Az égi istenek nemigen merészkedtek le az alvilágba, bár azért akadt néhány kivétel. Dionüszosz például lement oda, hogy visszahozza anyját, Szemelét a halottak közül. 
Néha olümposzi istenek megkaphatták a Khthoniosz („földalatti” vagy „földi”) jelzőt. Ilyen volt például Hermész, akinek egyik feladata az volt, hogy a halottak lelkét kísérje le a Hadészba. 
A görögöknél nem volt halálhozó, egyetlen főbb mitológiai alak sem felel meg a zsidó-keresztény „halál angyalának”. A halál alakja nem volt főszereplő az alvilági mitológiában. Thanatosz, a megszemélyesített halál ritkán szerepel a görög irodalomban, és ha szóba kerül, akkor általában ikertestvérével, Hüpnosszal, az "Álommal" együtt említik. 
Thanatosz nem félelmetes, sokkal inkább gyors és szelíd. Hekaté is segítette Hadészt, hogy megőrizze a rendet az alvilágban. Ő kezdetben jóságos volt, de később egyre inkább a visszajáró lelkekkel hozták összefüggésbe, például azoknak az embereknek a lelkével, akik a természetes halál helyett erőszakos halállal haltak meg. Emellett Őt nevezték meg a Tartarosz kormányzónőjeként.

## Az ókori rómaiaknál
A rómaiak az összes görög elképzelést átvették, melyek az alvilágra vonatkoztak, de a nélkül, hogy saját hagyományaikkal teljesen szakítottak volna.
Az alvilágnak magának di inferi, valamint az alvilág istenének közös neve Orcus , néha azonban mundusis, különösen ebben a kifejezésben: mundus patet.
A képzőművészetben az alvilág eleinte csak azokkal az ősi vázaképekkel szerepel, melyeken egyes bűnösöknek (Ixion, Sisyphus stb.) alvilági bűnhődése fordul elő.